# Форнасари
Форнасари е италиански производител на луксозни автомобили, произвеждани в много малка серия.

## История
Компанията е основана от Джузепе Форнасари през 1999 г. във Виченца, Италия. Автомобилите се произвеждат за автомобилни състезания. Любопитното е, че повечето модели са високопроходими, тип SUV. „Форнакари“ използва двигатели от американския концерн „Дженерал Мотърс“.

## Модели
- Форнасари 99
- Форнасари Рейсинг Бъги
- Форнасари Тендер
- Форнасари 600
- Форнасари GIGI 311GT
- Форнасари Хънтър

Категория:Производители на МПС в Италия